# Hideo Shima
Hideo Shima (島 秀雄; Osaka, 20 maggio 1901 – Tokyo, 19 marzo 1998) è stato un ingegnere e dirigente d'azienda giapponese.

## Biografia

### Carriera ferroviaria
Hideo Shima venne assunto nelle Ferrovie del Governo del Giappone nel 1925, in qualità di ingegnere del materiale rotabile. In questa veste, disegnò diversi modelli di locomotive a vapore, introducendo molte innovazioni in Giappone.
Divenne direttore del reparto di ingegneria nel 1948, ma tre anni dopo diede le dimissioni in seguito ad un grave incendio ferroviario che costò la vita ad oltre cento persone. Negli anni seguenti lavorò per conto della Sumitomo Metal Industries, ma fece ritorno alle ferrovie nazionali nel 1955, su richiesta di Shinji Sogō, per soprintendere alla costruzione del primo Shinkansen, a cui si dedicò anima e corpo per gli anni seguenti.
Nella costruzione dello Shinkansen, introdusse nuove idee e nuovi concetti, tra cui un innovativo sistema di propulsione. Fu lui, inoltre, a disegnare il celebre naso a punta di proiettile dello Shinkansen Serie 0, a cui si deve il soprannome di Treni proiettile con cui ancora oggi questi treni vengono chiamati. Tuttavia, l'alto costo della linea, ben oltre le previsioni, costrinse Shima e Sogō a dare le dimissioni.

### Carriera successiva
Nel 1969, iniziò una nuova carriera, diventando il capo della NASDA. In questa veste, diede un contributo fondamentale allo sviluppo dei razzi spinti da idrogeno. Andò definitivamente in pensione nel 1977.

## Premi
Hideo Shima ha ricevuto alcuni tra i più importanti premi riservati, tra cui l'Elmer A. Sperry Award dalla American Society of Mechanical Engineers, e il James Watt International Medal dalla britannica Institution of Mechanical Engineers.